# 何宗
何宗 （？年—？年），字彥英，一作字彥若，蜀郡郫縣（今四川省成都市）人。精通經緯、天官、推步、圖讖之術。蜀漢大鴻臚。

## 生平
何宗年輕時拜廣漢人任安為師，精究任安之術。何宗與杜瓊師出同門但何宗的名聲比杜瓊大。劉璋在益州時，為犍為太守。後劉備平定益州，領益州牧，何宗擔任從事祭酒。
建安二十五年（公元220年），曹丕竄漢，何宗與議郎陽泉侯劉豹、青衣侯向舉、偏將軍張裔、黃權、大司馬屬殷純、益州別駕從事趙莋、治中從事楊洪、議曹從事杜瓊、勸學從事張爽、尹默、譙周等勸劉備稱帝，劉備登基後，何宗升遷為大鴻臚。建興年間在任內去世。

## 家庭

### 子
- 何雙，字漢偶。滑稽談笑，有淳于髡、東方朔之風。[4]

## 評價
- 楊戲：鴻臚明真，宣班大化，或首或林。[5]